# Морган Гам
Морган Гам (валл. Morgan Gam; ум. февраль 1241 года) — Лорд Афана в период с 1213 года, после смерти своего старшего брата Ллейсиона, и до 1241 года.

## Биография
Он был третьим сыном и наследником своего отца и его жены, вероятно, Гвенллиан, дочери Ифора Бача. Он наследовал своему старшему брату, Ллейсиону, в 1213 году, и, возвращаясь к политике отца в союзе с валлийскими князьями, хорошо служил интересам Лливелина Великого, преследуя лордов Клер из Гламоргана. Он, согласно родословным, женился впервые на Джанет, дочери Элидира Чёрного, а во второй раз на Эллейн, дочери Грону ап Эйниона, хотя один из его чартеров упоминает его жену по имени Матильда. У него было по крайней мере три сына, из которых наиболее известен Морган Фихан. Дочь, Моуд, вышла замуж за члена семьи Тубервилль из Койти. Он умер в феврале 1241 года, и был похоронен в Маргаме. Ему наследовал его сын Ллейсион